# Хайруллаев, Шариф Камалович
Шариф Камалович Хайруллаев — советский хозяйственный, государственный и политический деятель.

## Биография
Родился в 1936 году. Член КПСС с 1963 года.
С 1960 года — на хозяйственной, общественной и политической работе. В 1960—1993 гг. — подручный сталевар, мастер, начальник смены, заместитель начальника мартеновского цеха, начальник центральной заводской лаборатории, заместитель директора Узбекского металлургического завода, первый секретарь Бекабадского горкома партии, председатель Бухарского облисполкома, советский и партийный работник в Бухарской области, председатель Бухарского горисполкома, председатель Бухарского облсовпрофа.
Избирался депутатом Верховного Совета Узбекской ССР 8-9-го и 11-12-го созывов.
Делегат XXIV и XXV съездов КПСС. 
Живёт в Узбекистане.